# Hugh H. Smythe
Hugh Heyne Smythe (19 de agosto de 1913 - 22 de junho de 1977) foi um autor, sociólogo, diplomata e professor americano. Ele era uma autoridade em antropologia africana e estudos do Leste Asiático. Ele serviu como Embaixador dos Estados Unidos na Síria de 1965 a 1967 e Embaixador dos Estados Unidos em Malta de 1967 a 1969.
Smythe foi o décimo embaixador afro-americano nos Estados Unidos e o primeiro em um país do Oriente Médio. Seu mandato coincidiu com a Guerra dos Seis Dias e o rompimento das relações diplomáticas com os Estados Unidos. Mais tarde, ele se tornou conhecido pelo "Telegrama Smythe" que escreveu durante as crescentes tensões antes da guerra, onde exigia que os EUA voltassem a uma política externa pró-árabe e disse que os EUA deveriam ignorar as promessas anteriores a Israel de que o Egito não ser autorizado a proibir navios israelenses de transitar pelo Estreito de Tiran. Ele deixou o país em 8 de junho de 1967.